# 泗阳农场
泗阳农场，是中华人民共和国江苏省宿迁市泗阳县下辖的一个类似乡级单位。

## 行政区划
下辖以下地区：
第一社区和第二社区。